# التنمر في الوسط الأكاديمي
التنمر في الوسط الأكاديمي هو شكلٌ من أشكال التنمر في بيئة العمل الذي يحدث في مؤسسات التعليم العالي على نطاق واسع كالكليات والجامعات. وبالرغم من انتشار هذا النوع من التنمر إلا أنه لم يتلق الكثير من الاهتمام من قبل الباحثين  بقدر أنواع التنمر الأخرى. تعتبر بيئة العمل الأكاديمية بيئة تنافسية للغاية ولها تسلسل هرمي محدد، وحيث يعتبر أن أعضاء الهيئة التدريسية المبتدئين والجدد هم الفئة المستضعفة بشكل خاص من هذا التنمر. على الرغم من أن معظم الجامعات لديها سياسات حول التنمر في مكان العمل إلا أن بعض الجامعات الفردية  تعمل على تطوير ووضع السياسات الخاصة بها. وهذا غالبًا ما يترك ضحايا هذا التنمر بدون مكان يلجؤون إليه. ظهرت في الآونة الأخيرة منظمة غير ربحية تسمى  «حركة التكافؤ الأكاديمي» وقد أُنشئت في ولاية ماساتشوستس لتقديم المشورة القانونية والعقلية لأهداف التنمر الأكاديمي.
التجمهر الأكاديمي هو شكل متطور من التنمر  حيث أن الأكاديميين يشكلون عصابة  للتقليل من شأن  الضحية المقصودة من خلال التخويف، والاتهامات غير المبررة، والإذلال، والتحرش العام. وغالبًا ما تكون هذه السلوكيات غير مرئية للآخرين ويصعب إثباتها. قد يعاني ضحايا التجمهر الأكاديمي من التوتر والاكتئاب والأفكار الانتحارية، فضلًا عن حدوث  اضطراب ما بعد الصدمة.

## التنمر في بيئة العمل
التنمر هو عنف طويل الأمد، جسديًا أو نفسيًا، يقوم به فرد أو جماعة وموجه ضد فرد غير قادر على الدفاع عن نفسه في الموقف الفعلي، برغبة واعية في إيذاء ذلك الفرد أو تهديده أو إخافته أو إخضاعه لضغط نفسي.
يتراوح التنمر في مكان العمل إلى الفئات التالية.
- تهديد المكانة المهنية، مثل الإذلال المهني العام، والاتهام بقلة الجهد والاستخفاف.
- تهديد الوضع الاجتماعي، مثل المضايقة وتسمية الألفاظ.
- العزلة، مثل حجب المعلومات ومنع الوصول إلى الفرص، مثل ورش العمل التدريبية والحضور والمواعيد النهائية.
- إرهاق، مثل تحديد مواعيد نهائية مستحيلة وفرض تنقلات غير ضرورية.
- زعزعة الاستقرار، على سبيل المثال، تحديد مهام لا معنى لها، وعدم والإشادة بالجهد أو العمل حيث يكون ذلك واجباً، والإقالة من مناصب السلطة، وزرع بذور الشك.

## التنمر ضمن الثقافة الأكاديمية
العديد من جوانب الأوساط الأكاديمية تفسح المجال لهذه الممارسة وتثبط الإبلاغ عنها والتخفيف من حدتها، بسبب المخاوف من إلحاق الأضرار بسمعة المؤسسة. إذ عادة ما يتم استخلاص قيادتها من رتب أعضاء هيئة التدريس، ومعظمهم لم يتلق التدريب الإداري الذي يمكن أن يتيح استجابة فعالة لمثل هذه المواقف. ضحايا التنمر يتركزوا عادة ضمن الأساتذة المساعدين وكذلك الطلاب. راجع التنمر الطلابي في مؤسسات التعليم العالي.
تؤدي الطبيعة اللامركزية للمؤسسات الأكاديمية إلى صعوبة التماس ضحايا التنمر للمساعدة من خارج المؤسسة، وأية مناشدة للمساعدة توجه إلى سلطة خارج الجامعة يمكن وصفها بأنها «قبلة الموت» وتصم صاحبها بدمغات شبه دائمة «مشاغب أو غير متعاون».   لذلك، غالبًا ما يتوخى الأكاديميون الذين يتعرضون للتنمر في مكان العمل الحذر بشأن الإبلاغ عن أي مشاكل. مؤخرا بدأ استخدام وسائل التواصل الاجتماعي بهدف فضح التنمر في الأوساط الأكاديمية دون الكشف عن هوية المشتكي.

## تأثيرات
تسبب أنواع السلوكيات المسيئة في التنمر الأكاديمي آثارًا خطيرة وطويلة الأمد على الحياة الأكاديمية والشخصية للأهداف وعائلاتهم. قد يعاني ضحايا المهاجمة الأكاديمية من «التوتر والاكتئاب والأفكار الانتحارية» بالإضافة إلى اضطراب ما بعد الصدمة. وُصِفت الندوب النفسية على أنها قد تكون أسوأ من التحرش الجنسي، وقد لا تلتئم لسنوات عديدة.